# Kanod
Kanod o Kanor o Kanore fou una thikana o jagir de l'antic principat de Mewar, formada per 110 pobles i una vila. La capital era Kanod a uns 60 km a l'est-sud-est d'Udaipur amb 4300 habitants el 1901.
El territori fou governat per thakurs (nobles) de primera classe de Mewar, amb el títol de rawat (després del 1711, abans thakur), i pertanyien a la família Sarangdevot del clan sisòdia, descendents de Sakht Singh, fill del maharana Udai Singh. Joga Singh va morir el 17 de març de 1527 a la batalla de Khanua i el seu fill (no immediat successor) Net Singh a la batalla de Haldighati el 18 de juny de 1576.

## Llista de governants
- Ajja Singh
- Sarang Deo I
- Joga Singh ?-1527
- Narbad Singh 1527-?
- Net o Nen Singh ?-1576
- Bhan Singh 1576-?
- Jagnath Singh
- Man Singh
- Maha Singh ?-1711
- Sarang Deo II 1711-?
- Prithwi Singh
- Jagat Singh
- Jalam Singh (Zalim Singh)
- Ajit Singh
- Umaid Singh ?-1884
- Nahar Singh 1884-?
- Kesri Singh ?-1932
- Karan Singh 1932-1948